# هیرشبرگ (راینلاند-فالتس)
هیرشبرگ (به آلمانی: Hirschberg) یک شهر در آلمان است که در Verbandsgemeinde Diez واقع شده‌است. هیرشبرگ ۳۵۱ نفر جمعیت دارد.